# S/2019 S 1
S/2019 S 1 — естественный спутник Сатурна. Его открытие было объявлено Эдвардом Эштоном, Бреттом Глэдманом, Жаном-Марком Пети и Майком Александерсен 16 ноября 2021 года из наблюдений с Телескоп Канада-Франция-Гавайи, проведённых в период с 1 июля 2019 года по 14 июня 2021 года.
Диаметр S/2019 S 1 — около 3 км, большая полуось —  11 251 000 км, период обращения — 445,6 земных суток, обращается вокруг Сатурна с прямым направлением под наклоном 44,38° к плоскости эклиптики, эксцентриситет орбиты — 0,623.